# بانی بایر بوش
بانی بایر بوش (انگلیسی: The Bonnie Brier Bush) یک فیلم صامت در ژانر درام به کارگردانی دونالد کریسپ است که در سال ۱۹۲۱ منتشر شد. آلفرد هیچکاک طراح تیتراژ این فیلم بوده‌است. این فیلم در حال حاضر یک فیلم گمشده محسوب می‌شود.